# Espace urbain de La Roche-sur-Yon-Les Sables-d'Olonne
L'espace urbain de La Roche-sur-Yon-Les Sables-d’Olonne est un espace urbain constitué autour des villes de La Roche-sur-Yon, et des Sables-d'Olonne dans le département de la Vendée. Par la population, c'est le 30° (numéro Insee :3H) des 96 espaces urbains français. En 1999, sa population était de 148 256  habitants sur une superficie de 1 085,60 km2.

## Caractéristiques
Dans les limites définies en 1999 par l'Insee, l'espace urbain de La Roche-sur-Yon-Les Sables-d'Olonne est un espace urbain multipolaire composé de 2 aires urbaines et de 6 communes multipolarisées, toutes rurales. Il comprend au total 37 communes.

## Tableau synthétique de l’espace urbain de La Roche-sur-Yon-Les Sables-d'Olonne
| Zonage                   | Nombre de communes | Population (2008) | Superficie (km²) | Densité (hab./km²) |
| ------------------------ | ------------------ | ----------------- | ---------------- | ------------------ |
| Aires urbaines           | 31                 | 165 512           | 933,64           | 177,27             |
| La Roche-sur-Yon         | 25                 | 116 389           | 790,23           | 147,28             |
| Les Sables-d'Olonne      | 6                  | 49 123            | 143,41           | 342,53             |
| Communes multipolarisées | 6                  | 9 439             | 151,96           | 62,11              |
| Total                    | 37                 | 174 951           | 1 085,60         | 161,15             |

## Les communes multipolarisées
| Code Insee | Commune                      | Type                          | Dép.   | Population (1999) | Population (2008) | Superficie (km²) | Densité (hab./km²) |
| ---------- | ---------------------------- | ----------------------------- | ------ | ----------------- | ----------------- | ---------------- | ------------------ |
|            | Beaulieu-sous-la-Roche       | Commune rurale multipolarisée | Vendée | +1 727,           | +1 995,           | +000 00025,      | +00078,32          |
|            | Grosbreuil                   | Commune rurale multipolarisée | Vendée | +1 748,           | +1 975,           | +000 00036,      | +00054,36          |
|            | La Chapelle-Achard           | Commune rurale multipolarisée | Vendée | +1 009,           | +1 682,           | +000 00022,      | +00077,97          |
|            | Le Girouard                  | Commune rurale multipolarisée | Vendée | +0533,            | +0814,            | +00 00025,       | +00032,43          |
|            | Saint-Georges-de-Pointindoux | Commune rurale multipolarisée | Vendée | +1 129,           | +1 497,           | +000 00015,      | +00097,39          |
|            | Vairé                        | Commune rurale multipolarisée | Vendée | +1 002,           | +1 476,           | +000 00028,      | +00052,48          |
|            |                              |                               |        | 7 148             | 9 439             | 9 151,96         | 62,11              |